# Orthoporus bidens
Orthoporus bidens är en mångfotingart som beskrevs av Christoph D. Schubart 1945. Orthoporus bidens ingår i släktet Orthoporus och familjen Spirostreptidae. Inga underarter finns listade i Catalogue of Life.